# Chymomyza longicauda
Chymomyza longicauda är en tvåvingeart som beskrevs av Toyohi Okada 1981. Chymomyza longicauda ingår i släktet Chymomyza och familjen daggflugor. Inga underarter finns listade i Catalogue of Life.